# صخرة بونتوكاس

صخرة بونتوكاس.

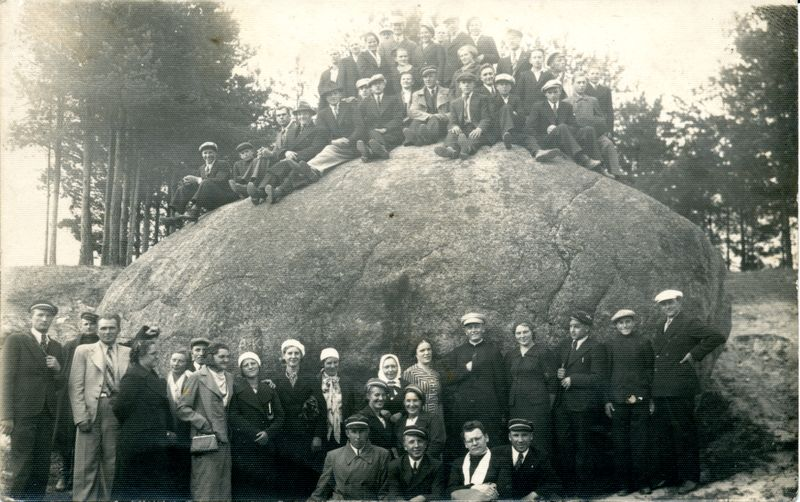
أعضاء بافاساريس في بونتوكاس.

بونتوكاس (بالإنجليزية: Puntukas)‏ هي ثاني أكبر صخرة في ليتوانيا. تقع على بعد حوالي 5 كيلومترات (3.1 ميل) جنوب أنيتشياي على الضفة اليسرى لنهر سفنتوجي. كان يُعتقد أنه أكبر حجر في ليتوانيا حتى اكتشاف حجر براستياي في منطقة سكوداز في عام 1957.
بونتوكاس هي منطقة جليدية غير منتظمة جلبتها الأنهار الجليدية خلال الفترة الجليدية الأخيرة على الأرجح من فنلندا. يبلغ طولها 6.9 متر (23 قدمًا) وعرضها 6.7 متر (22 قدمًا) وعمقها 5.7 مترًا (19 قدمًا) (بما في ذلك 1.5 متر (4 قدم 11 بوصة) تحت الأرض). يزن حوالي 265 طن. وهي مصنوعة من الجرانيت. تحتوي كتلته الحمراء على بلورات كبيرة من فلسبار البوتاسيوم محاطة بحلقات خضراء من أوليغوكلاس.